# Чугаєнко Юрій Олексійович
Юрій Олексійович Чугаєнко (8 лютого 1942, Голубівка, Луганська область) — український науковець та дипломат. Доктор історичних наук, кандидат економічних наук, професор ВНЗ «Національна академія управління», завідувач кафедри суспільних наук.

## Життєпис
З 1992—2005 рр. перебував на дипломатичній роботі — радником, начальником відділу двосторонніх відносин з країнами СНД I Територіального управління МЗС України (1992—1994 рр.), Радник (1994—1997 р), в.о. Тимчасового повіреного у справах України в Грузії (1997—1998 рр.), начальник відділу проблем СНД I Територіального управління Департаменту двостороннього співробітництва МЗС України (1999—2001 рр.), радник з економічних питань Посольства України в Республіці Узбекистан (2001—2005 рр.). Останнє за сумісництвом здійснювало дипломатичну присутність України в Республіці Таджикистан та в Афганістані, де неодноразово перебував.

## Автор монографій
- Дипломатичний і міжнародний діловий протокол та етикет [Текст] : навч. посіб. / Ю. О. Чугаєнко ; Нац. акад. упр. - К. : Нац. акад. упр., 2011. - 164 с. : рис., табл. - Бібліогр. в кінці тем. - 300 прим. - ISBN 978-966-8406-63-8
- Ю. О. Чугаенко. Книга «Афганістан в своїм серці. Перші дипломатичні кроки по встановленню українсько-афганського співробітництва» (2012 р.)
- Ю. О. Чугаенко. Монографія «Грузія — Південна Осетія: історичні причини протистояння» (2013 р.)[4]
- «Роздуми не кар'єрного дипломата»
- В даний час автор працює над книгою про взаємини Грузії і Абхазії.